# Dolichopeza (Nesopeza) subballator
Dolichopeza (Nesopeza) subballator is een tweevleugelige uit de familie langpootmuggen (Tipulidae). De soort komt voor in het Oriëntaals gebied.